# 리트엉끼엣
리트엉끼엣(李常傑, 베트남어: Lý Thường Kiệt, 1019년~1105년)는 베트남 리 왕조의 군인, 환관이다.